# Gerry Marsden
Gerard "Gerry" Marsden MBE, född 24 september 1942 i Toxteth, Liverpool, Merseyside, död 3 januari 2021 i Arrowe Park, Wirral, Merseyside, var en brittisk sångare och gitarrist i gruppen Gerry and the Pacemakers.

## Biografi
Gerry Marsdens första framträdande som musiker var 1955, då han 13 år gammal spelade för borgmästaren i Liverpool. Gerry berättar "I was extremely nervous, not about my singing and playing, but doing it in front of the Lord Mayor".
Han bildade The Mars Bars 1958 med sin bror Freddie Marsden (född 1940) på trummor, Les Chadwick (född 1943) på basgitarr och Arthur McMahon (född 1941) på piano. 1960 hoppade McMahon av och ersattes av Leslie Maguire (född 1941) på piano. Gerry hoppades att bandet med hjälp av namnet The Mars Bars skulle sponsras (redan 1958 !) av ett känt chokladmärke. Något som vid den tiden inte ansågs möjligt. Som en följd av detta ändrade gruppen namnet till The Pacemakers, senare Gerry & the Pacemakers.
1962, månaden efter The Beatles, skrev gruppen, som andra band, ett managerkontrakt med Brian Epstein. Senare följde flera band in i Epstein-stallet, som t.ex. The Fourmost, Cilla Black och Billy J. Kramer With The Dakotas.
Särskilt uppmärksammad blev Gerry Marsden med singeln "You'll Never Walk Alone" (1963) som togs upp som supportersång av Liverpool FC. Åren 1963 till 1966 släppte Gerry med bandet över tio singlar, varav sju stycken låg etta på Top Twenty. 1966 i oktober lade Gerry & the Pacemakers ner sitt musicerande och Gerry stod på egna ben.
Orsaken till att man slutade var att bandets något enkla, men melodiska, brittiska popmusik hade svårt att förändra och anpassa sig till de nya tongångar som kom 1966–1967. Hippierörelsen, med flower power och psykedelisk musik låg långt ifrån Gerry & the Pacemakers. The Beatles släppte som jämförelse Sgt. Pepper's Lonely Hearts Club Band 1967 och The Rolling Stones kom med sin flower power platta, Their Satanic Majesties Request, samma år.

### På egna ben
När Gerry & the Pacemakers upplöstes 1966 lämnade Marsden tillfälligt pop/rockbranschen, och blev cabaret- och musikalartist, men också en populär barn-TV-stjärna.
År 1974 började han återgå till att spela popmusik igen och satte samman ett nytt band, som företrädesvis spelade The Pacemakers gamla hits.